# Tual
Tual is een van de twee steden in de Indonesische provincie Molukken. Tual ligt op het eiland Kai Ketjil, dat behoort tot de Kei-eilanden.
In 2015 had de stad 67.783 inwoners.

## Geschiedenis
De stad bevond zich op een van de belangrijkste maritieme routes van de specerijenhandel die zich uitstrekte van de Molukken zuidwaarts, tot naar de Kleine Soenda-eilanden en Java, die aanzienlijke effecten hebben gehad op de cultuur en de mensen in de regio.
De bewoners van de Kei-eilanden worden verondersteld te zijn gemigreerd van het grotere eiland Ceram. Lokale culturen werden blootgesteld aan die van de Balinezen in de 14e eeuw, tijdens de uitbreiding van het Majapahit-rijk. Na het uiteenvallen van het Majapahit-rijk vormden de lokale oudsten (Halaai) samen de lokale regeringen en de wetten (ook bekend als Larwul Ngaal). Deze vorm van bestuur bleef tot de komst van de Europeanen. Nadat de VOC het gebied veroverde in de 17e eeuw, werden de lokale oudsten vervangen door koningen.
Tijdens de Tweede Wereldoorlog landen Japanse soldaten op het eiland en executeren verschillende rooms-katholieke missionarissen. Na de oorlog bleef het gebied grotendeels gespaard van het conflict tussen de Indonesische regering en de niet erkende Republiek der Zuid-Molukken, in de jaren zestig. In 2007 werd de stad met een paar eilanden ver ten westen van Tual, administratief gescheiden van het regentschap Maluku Tenggara.

## Districten
Tual heeft als stadsgemeente 4 districten/wijken (kecamatan):
Pulau Dullah Selatan • Pulau Dullah Utara • Tayando Tam • Pulau-Pulau Kur

## Partnersteden
- Malé, (Malediven)
- Sorong, (Indonesië)
- Manggar, (Indonesië)
- Suva, (Fiji)